# Zaouïa de Sidi Abdelaziz
La Zaouia de Sidi Abdelaziz, est un complexe religieux islamique (zaouïa) situé à Marrakech, au Maroc. Il est centré autour de la tombe du savant musulman et saint soufi Sidi Abu Fāris ‘Abd al-‘Azīz ‘Abd al-Haq at-Tabbā', décédé à Marrakech en 1508,,. Sidi Abdelaziz est considéré comme l'un des sept saints de Marrakech, et sa tombe est une étape importante pour les pèlerins à Marrakech. La zaouïa est située au cœur de la médina de Marrakech dans le quartier Mouassine.

## Contexte historique

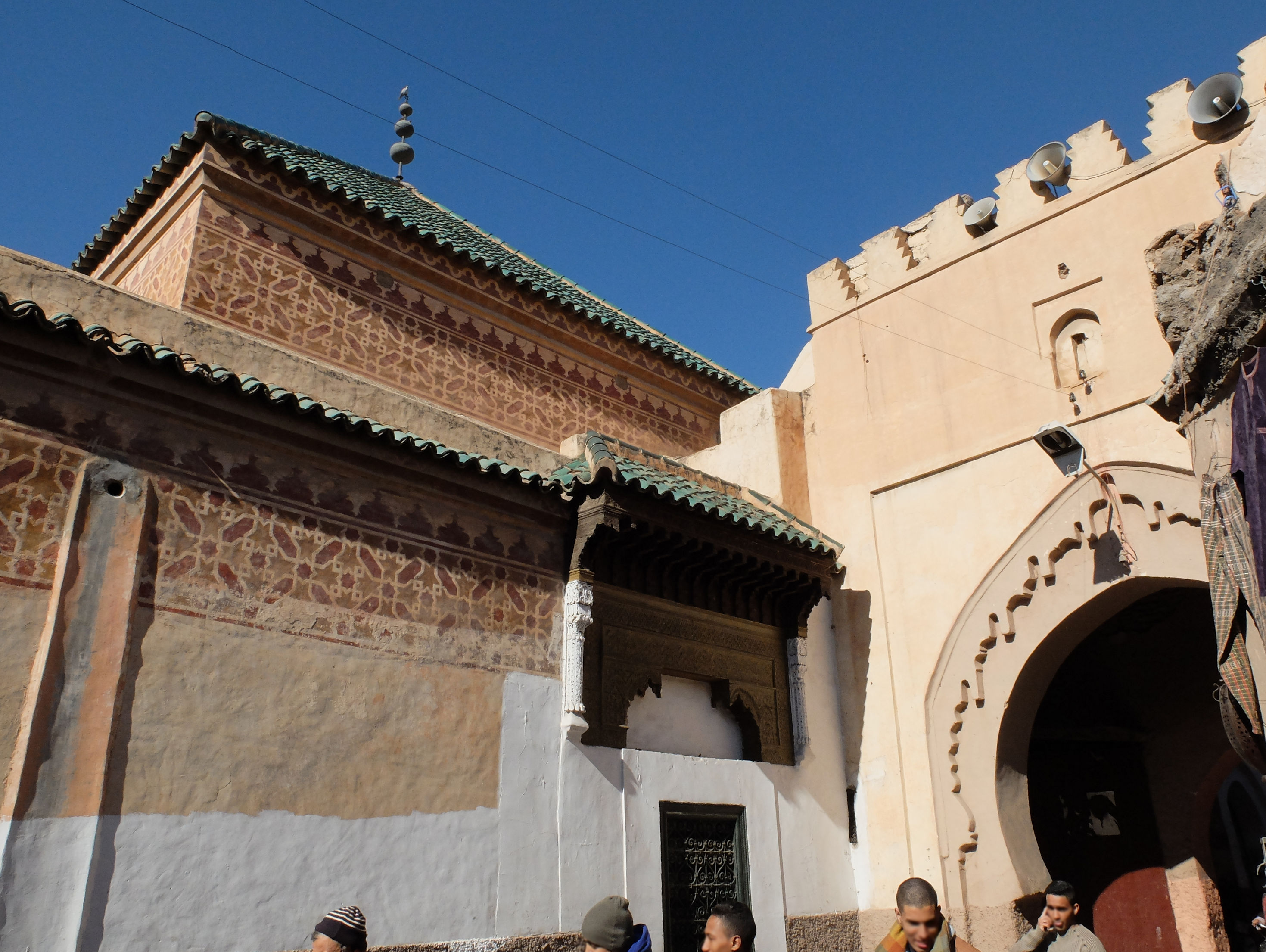
Le côté est de la zaouïa, vu de la rue. Le mausolée est surmonté du toit pyramidal en tuiles vertes caractéristique.

Sidi Abdelaziz Tebbâa était le disciple le plus important du maître soufi al-Jazouli, décédé en 1465 et dont le mausolée se trouve également à Marrakech (après que son corps y ait été déplacé par les Saadiens en 1523-24),. Sidi Abdelaziz, originaire de Marrakech, a acquis sa réputation en enseignant à la madrasa al-'Attarine de Fès et est devenu le successeur spirituel d'al-Jazouli. Avec al-Jazouli et cinq autres, il est également devenu considéré comme l'un des sept saints de Marrakech (une institution religieuse officiellement établie par le sultan Moulay Ismaïl ), et a été considéré comme le patron des tanneurs de la ville en particulier. Parmi ces sept saints se trouvait également Sidi Abdellah El Ghazouani qui lui-même était un disciple et successeur de Sidi Abdelaziz et a ensuite été enterré dans une autre zaouia plus au sud.
Le complexe formé par la zaouïa présente un mélange d'architecture saadienne et alaouite,. Le mausolée a d'abord pris forme sous les Saadiens au début du XVIe siècle. Cependant, selon Gaston Deverdun, le bâtiment actuel date en grande partie du règne de Mohammed Ben Abdallah (gouverneur de Marrakech de 1746 à 1757 puis sultan de 1757 à 1790), qui est responsable de la construction et de la restauration de nombreux monuments de la ville. Le sultan fait bâtir la coupole qui surplombe la sépulture du saint. En 1992, l'ornement en or massif de la coupole est l'objet d'un vol et disparaît.